# Henry Stephen Clubb

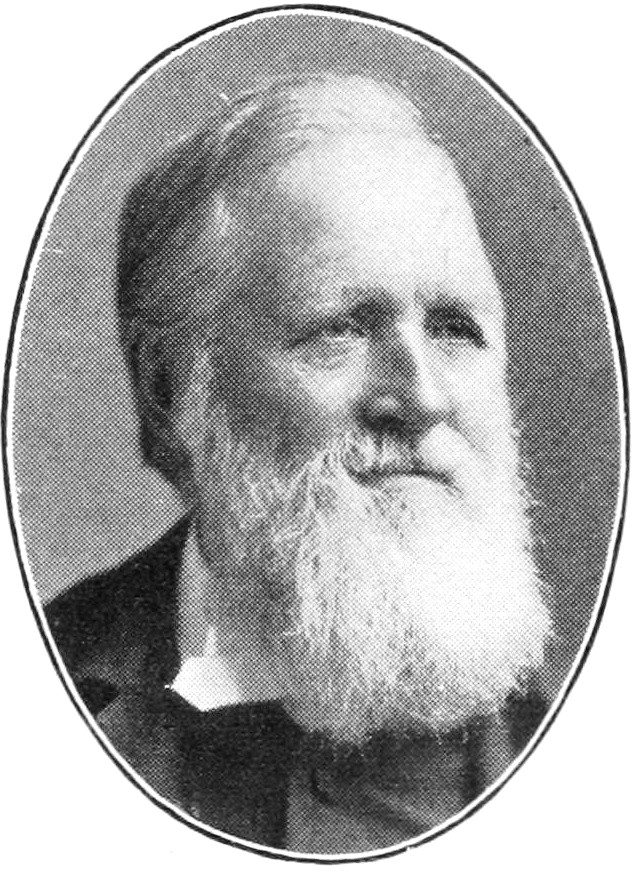
Henry Stephen Clubb

Henry Stephen Clubb  (* 21. Juni 1827 in Colchester, England; 29. Oktober 1921 in Philadelphia, Pennsylvania) war ein US-amerikanischer Abolitionist, Swedenborgianer, Staatssenator von Pennsylvania, Präsident der Vegetarian Society of America, Journalist und Buchautor.

## Leben
Er wuchs in Colchester im County Suffolk auf. Er hatte zumindest einen Bruder, Robert, und eine Schwester, Sarah Anne. Sein Vater, Stephen Clubb, war Swedenborgianer und erzog seinen Sohn in diesem Sinne. Die Eltern waren eine Zeit lang Vegetarier. Er arbeitete als Angestellter am Postamt, als er von einem Handelsreisenden aus London namens William Ward von einer Gemeinschaft hörte, die sich Concordium nannte und einen alternativen Lebensstil praktizierte. Diese Gemeinschaft, später Alcott House genannt, fand sich in Ham Common, Richmond und war vom amerikanischen Transzendentalismus beeinflusst. Im Jahr 1842 schloss sich Clubb dieser Gemeinschaft an. Seine Reise dorthin führte über London, stellte seinen ersten Besuch der englischen Hauptstadt dar und seine erste Reise mit einem Zug. Nach dem Scheitern des Projekts ging er nach London und trat in den Dienst von James Simpson, eines Cowherditen und glühenden Vegetariers. 1850 schloss er sich der Bible Christian Church an, einer von William Cowherd gegründeten Sekte. Er wurde auch lokaler Sekretär der Vegetarian Society in Salford. Im Jahr 1853 emigrierte er in die Vereinigten Staaten und versuchte sich vorerst als Journalist in New York.
In den Jahren 1856 und 1857 war er gemeinsam mit Charles DeWolfe und John McLaurin am Aufbau einer amerikanischen utopischen Community beteiligt, der Octagon City in Kansas. Dieses Projekt war ursprünglich als vegetarische Kolonie konzipiert, änderte jedoch den Fokus auf eine höchst moralische Lebensführung und das Oktogon als architektonische Grundstruktur, wie von Orson Fowler propagiert. Das Projekt scheiterte an Moskitos, Mangelernährung, Getreidediebstählen und allgemeiner Erschöpfung in unwirtlichem Gelände.
1886 gründete er die Vegetarian Society of America (VSA) und wurde deren erster Präsident. Er gab das Kochbuch  der VSA heraus und gründete deren Zeitschrift Food, Home and Garden.

## Werke
- The Maine Liquor Law: Its Origin, History, and Results. Including a Life of Hon. Neal Dow. Published by Pub. for the Maine Law Statistical Society, by Fowler and Wells, 1856, OCLC 1007331868.
- Thirty-nine reasons why I am a vegetarian. 1912.